# 二碳化三铬
二碳化三铬是一种无机化合物，化学式为Cr3C2，它是铬的碳化物之一，为坚硬且耐腐蚀的灰色固体。它可由三氧化二铬、铝和碳的放热反应制得：
3 Cr2O3 + 6 Al + 4 C → 2 Cr3C2 + 3 Al2O3